# Black Thought
Black Thought (nacido con el nombre de Tariq Trotter) es el MC líder de The Roots, grupo hip hop de Filadelfia. Aunque lejos de ser el artista más popular dentro del hip hop, Black Thought y The Roots son uno de los grupos más reconocidos del género. Aunque fundó el grupo junto con Questlove (Ahmir Thompson), está considerado como uno de los MC más infravalorados de todos los tiempos. 
Black Thought y Questlove están contribuyendo econcómicamente por todo EE. UU. en muchas comunidades para inculcar valores fundamentales de los seres humanos, como la integración o el respeto. 
Black Thought colaboró en el tema 'X-Ecutioner Style', del Reanimation, segundo álbum de Linkin Park.

## Apariciones selectas
- 1995: "Meiso", Meiso, DJ Krush
- 1996: "Da Jawn", Kollage, Bahamadia
- 1997: "Get This Low", The Psycho-Social, Jedi Mind Tricks
- 1997: "Stolen Moments, Pt. 2", One Day It'll All Make Sense, Common
- 1997: "Listen to This", Listen To This, Walkin' Large
- 1997: "The Agenda", Sou, Inoran
- 1998: "It's About That Time", Soul Survivor, Pete Rock
- 1998: "Live From the Stretch Armstrong Show", Lyricist Lounge Volume One, Various Artists
- 1998: "Super Lyrical", Capital Punishment, Big Pun
- 1998: "Tabou (Roots Remix)", Princesses Nubians, Les Nubians
- 1999: "Burnin' and Lootin'", Chant Down Babylon (Post-Humous Remix), Bob Marley
- 1999: "Respiration (Flying High Remix)", Respiration 12", Black Star
- 2000: "Cold Blooded", Like Water for Chocolate, Common
- 2000: "Hurricane", The Hurricane Soundtrack, Black Thought, Common, Dice Raw, Flo Brown, Jazzyfatnastees and Mos Def
- 2000: "Network", Plain Rap, The Pharcyde
- 2001: "Hard Hitters", Expansion Team, Dilated Peoples
- 2001: "Zen Approach", Zen, DJ Krush
- 2002: "Clap!", Next, Soulive
- 2002: "Guerilla Monsoon Rap", Quality, Talib Kweli
- 2002: "X-Ecutioner Style", Reanimation, Linkin Park
- 2004: "Live From The PJs", Revolutions, The X-Ecutioners
- 2005: "Appreciate", Love and Life, LaToya London
- 2005: "Flutlicht", Sinnflut, Curse
- 2005: "Pimpa's Paradise", Welcome to Jamrock, Damian Marley
- 2005: "Right Now", The Rising Tied, Fort Minor
- 2006: "Love Movin'", The Shining, J Dilla
- 2006: "My Favorite Mutiny", Pick A Bigger Weapon, The Coup
- 2006: "Yes, Yes Y'all",Timeless, Sérgio Mendes
- 2007: "Clean Up", Deep Hearted, Strong Arm Steady
- 2008: "Give It Up", Thee Adventures Of A B-Boy D-Boy, Muja Messiah
- 2008: "Hold Tight", The Million Dollar Backpack, Skillz
- 2008: "Cause I'm Black", Super Gangster (Extraordinary Gentleman), Styles P
- 2009: "Hot Shyt", "Back to the Feature", Wale
- 2009: "Live Forever", Velvet Ballads, Cradle Orchestra
- 2009: "Philly Boy", Rádio do Canibal, BK-One
- 2009: "Reality TV", Jay Stay Paid, J Dilla
- 2009: "Slow Down", Chiddy Bang
- 2010: "Philadelphia Born and Raised", Meek Mill
- 2010: "Ill Street Blues", More Demand 2, STS
- 2010: "In tha Park", Apollo Kids, Ghostface Killah
- 2010: "Let Freedom Reign", Let Freedom Reign, Chrisette Michele
- 2010: "Philly Sh*t Remix, Young Chris, Meek Mill & Eve
- 2011: "The Masters of Our Fate", Shaolin vs. Wu-Tang, Raekwon
- 2011: "Too Long", The Greatest Story Never Told, Saigon
- 2011: "Million Star Motel", Pennies In A Jar, Nikki Jean
- 2011: "Riot" LA Riot, Thurz
- 2011: "God Knows Why", Soul is Heavy, Nneka
- 2011: "Mathematics", The Welcome Mat, OCD: Moosh & Twist
- 2012: "Living in Bunkers", Drinking From the Sun, Hilltop Hoods
- 2012: "TNT (Remix)", ¡Mayday!, DJ Khaled, Stevie Stone, Jon Connor & Jay Rock
- 2012: "Congregation", Talib Kweli, Ab-Soul
- 2013: "Art Imitates Life", Talib Kweli, Rah Digga
- 2013: "Try Again", Black on Blonde, K-os
- 2013: "Bird's Eye View", Extended Play, Statik Selektah, Raekwon & Joey Bada$$
- 2013: "Thought Process", The Piece Maker 3: Return of the 50 MC's, Tony Touch
- 2013: "Codes and Cab Fare", No Poison No Paradise, Black Milk
- 2014: "Rapid Eye Movement", PTSD, Pharoahe Monch
- 2014: "The Imperial", What Goes Around, Statik Selektah, Action Bronson & Royce da 5'9"
- 2015: "Money Makes Us Happy", Music for My Friends, Skyzoo & Bilal
- 2015: "Immortals (Remix)", Make America Psycho Again, Fall Out Boy
- 2015: "Extradite", Shadow of a Doubt, Freddie Gibbs
- 2015: "Wishin' II", PRhyme (Deluxe Version), PRhyme (Royce da 5'9" & DJ Premier)

## Colaboraciones
- Damian Marley "Pimpa´s paradies (con Stephen Marley)" (Welcome to Jamrock, 2005)

- Datos: Q880598
- Multimedia: Black Thought / Q880598